# ¡Cómo está el servicio... de señoras!
¡Cómo está el servicio... de señoras! es el único álbum del dúo Almodóvar y McNamara, formado por Pedro Almodóvar y Fabio McNamara, publicado en 1983.
Originalmente integrado por diez canciones ha sido reeditado en ediciones ampliadas en 1997 y en 2015 incluyendo todas las grabaciones registradas en su trayectoria.

## Antecedentes
A principios de los años 80 Pedro Almodóvar y Fabio McNamara comenzaron a actuar por diversión formando en un combo musical de estilo cabaretero al que llamaron Almodóvar & McNamara.
Su primer concierto se celebró en la Sala Rock-Ola de Madrid una de las más importantes de la capital durante la movida madrileña. Tuvieron una aceptable acogida y sus canciones, antes de ser editadas, se incluyeron como banda sonora de las películas rodadas por Pedro Almodóvar como Laberinto de Pasiones (1982) o Entre tinieblas (1983). Sin embargo Almodóvar experimentó su papel de "estrella musical" con cierta distancia y al año siguiente el dúo se disolvió.

"Somos intrusos y no pretendemos ocultarlo. Nuestras canciones son meras copias de lo que nos gusta, con letras irónicas y completamente vacías. El plagio, la vanidad y el atrevimiento pueden ser buenos ingredientes para el éxito, pero no tengo la intención de seguir por este camino".
Pedro Almodóvar (1983) 

## Producción
El álbum contó con la producción de Bernardo Bonezzi entonces líder del grupo Zombies. Las canciones fueron escritas por Pedro Almodóvar, Fabio McNamara, Bonezzi y, en un par de ocasiones, Carlos Berlanga.

## Recepción

### Crítica
Con el paso del tiempo el disco, a pesar de sus limitaciones técnicas y espíritu transgresor, ha cosechado críticas moderadamente aceptables. En Lafonoteca obtiene una puntuación de 3,5 sobre 5.

"Es cierto que la música no es la prioridad de la propuesta, evidentemente nunca puede serlo de una banda que pulsaba el play para iniciar sus performances, pero desde luego la condiciona, para bien o para mal, en cada uno de los temas. Aparte de que sin esta las letras no tendrían espacio por el que deambular, a veces no son tan ingeniosas y provocativas como se las presupone (Monja, jamón, Safari), y ahí es donde adquiere mayor notoriedad."
Crítica de Raúl Alonso en Lafonoteca 

En Rate Your Music, con 35 valoraciones, se le otorga una puntuación de 2,94 sobre 5.

"Disco que surgió de manera accidental cuando Bernardo Bonezzi conoció a Almodovar y Mcnamara a los que les compuso y produjo este disco, sacando su vertiente más kitsch. El disco a pesar de estar realizado con pocos medios es inmejorable y aún no se ha pasado de moda."
Crítica de Lydom en rateyourmusic 

## Lista de canciones
| Lista de canciones |                          |                                                                 |          |  |
| N.º                | Título                   | Escritor(es)                                                    | Duración |  |
| 1.                 | «Satana, S.A.»           | Pedro Almodóvar Fabio McNamara Bernardo Bonezzi Carlos Berlanga | 3:51     |  |
| 2.                 | «Moquito a Moco»         | Pedro Almodóvar Fabio McNamara Bernardo Bonezzi                 | 2:40     |  |
| 3.                 | «Susan Get Down»         | Pedro Almodóvar Fabio McNamara Bernardo Bonezzi                 | 3:48     |  |
| 4.                 | «Rock de la Farmacia»    | Fabio McNamara Bernardo Bonezzi                                 | 3:23     |  |
| 5.                 | «Máquinas de Nueva York» | Pedro Almodóvar Fabio McNamara Bernardo Bonezzi                 | 3:56     |  |
| 6.                 | «Me voy a Usera»         | Pedro Almodóvar Fabio McNamara Bernardo Bonezzi                 | 3:18     |  |
| 7.                 | «Voy a ser Mamá»         | Pedro Almodóvar Fabio McNamara Bernardo Bonezzi                 | 2:33     |  |
| 8.                 | «Monja Jamón»            | Pedro Almodóvar Fabio McNamara Bernardo Bonezzi Carlos Berlanga | 2:33     |  |
| 9.                 | «Safari»                 | Pedro Almodóvar Fabio McNamara Bernardo Bonezzi                 | 3:42     |  |
| 10.                | «Susan Get Down (remix)» | Pedro Almodóvar Fabio McNamara Bernardo Bonezzi                 | 4:48     |  |

## Créditos y personal
- Voces principales: Fabio McNamara y Pedro Almodóvar
- Coros: Addy Posa, Debora Dora, Esther Colero y Mary Scada
- Bajo: Marco Rosa
- Batería: Jorge Arbolés "Toti"
- Guitarra, Sintetizador y Programaciones: Bernardo Bonezzi
- Percusión: Gaspare Montalbano
- Saxofón: Javier de Amezúa
- Ingeniería de sonido: Jaime Rubio y Tino Azores
- Productor: Bernardo Bonezzi